# Roucheria schomburgkii
Roucheria schomburgkii är en linväxtart som beskrevs av Jules Émile Planchon. Roucheria schomburgkii ingår i släktet Roucheria och familjen linväxter. Inga underarter finns listade i Catalogue of Life.